# ليك سيتي (داكوتا الجنوبية)
ليك سيتي (بالإنجليزية: Lake City, South Dakota)‏ هي بلدة تقع في مقاطعة مارشال، داكوتا الجنوبية بولاية داكوتا الجنوبية في الولايات المتحدة. تبلغ مساحتها 0.6 (كم²)، وترتفع عن سطح البحر 567 م، بلغ عدد سكانها 51 نسمة في عام 2010 حسب إحصاء مكتب تعداد الولايات المتحدة وتصل الكثافة السكانية فيها 89.5 نسمة/كم2.

## التركيبة السكانية
قام مكتب تعداد الولايات المتحدة بتحديد بيانات التركيبة السكانية لليك سيتي في تعداد الولايات المتحدة. في ما يلي، التركيبة السكانية حسب تعدادي 2000 و2010.

### تعداد عام 2000
بلغ عدد سكان ليك سيتي 47 نسمة بحسب تعداد عام 2000، وبلغ عدد الأسر 19 أسرة وعدد العائلات 9 عائلة مقيمة في البلدة. في حين سجلت الكثافة السكانية 216.5 نسمة لكل ميل مربع (83.6/كم2). وبلغ عدد الوحدات السكنية 26 وحدة بمتوسط كثافة قدره 119.8 نسمة لكل ميل مربع (46.3/كم2).
وتوزع التركيب العرقي للبلدة بنسبة 100.00% من البيض.
بلغ عدد الأسر 19 أسرة كانت نسبة 36.8% منها لديها أطفال تحت سن الثامنة عشر تعيش معهم، وبلغت نسبة الأزواج القاطنين مع بعضهم البعض 47.4% من أصل المجموع الكلي للأسر، ونسبة 5.3% من الأسر كان لديها معيلات من الإناث دون وجود شريك، وكانت نسبة 47.4% من غير العائلات. تألفت نسبة 47.4% من أصل جميع الأسر من أفراد ونسبة 31.6% كانوا يعيش معهم شخص وحيد يبلغ من العمر 65 عاماً فما فوق. وبلغ متوسط حجم الأسرة المعيشية 3.80، أما متوسط حجم العائلات فبلغ 2.47.
بلغ العمر الوسطي للسكان 38 عاماً. وكانت نسبة 36.2% من القاطنين تحت سن الثامنة عشر، ونسبة 23.4% كانت واقعةً في الفئة العمرية ما بين الخامسة والعشرون حتى والأربعة وأربعون عاماً، ونسبة 17.0% كانت ما بين الخامسة والأربعون حتى الرابعة والستون، ونسبة 23.4% كانت ضمن فئة الخامسة والستون عاماً فما فوق. يوجد لكل 100 أنثى 113.6 ذكر، ويوجد لكل 100 أنثى في الثامنة عشر من عمرها فما فوق 114.3 ذكر.
بلغ متوسط دخل الأسرة في البلدة 11,563 دولار، أما متوسط دخل العائلة فبلغ 63,125 دولار. وسجل دخل الفرد الخاص بالبلدة 14,036 دولار. ولم يكن هناك عوائل تحت خط الفقر، وكانت نسبة 8.0% من غير العوائل تحت خط الفقر،

### تعداد عام 2010
بلغ عدد سكان ليك سيتي 51 نسمة بحسب تعداد عام 2010، وبلغ عدد الأسر 19 أسرة وعدد العائلات 15 عائلة مقيمة في البلدة. في حين سجلت الكثافة السكانية 231.8 نسمة لكل ميل مربع (89.5/كم2). وبلغ عدد الوحدات السكنية 29 وحدة بمتوسط كثافة قدره 131.8 لكل ميل مربع (50.9/كم2).
وتوزع التركيب العرقي للبلدة بنسبة 82.4% من البيض و 7.8% من الأمريكيين الأصليين و 9.8% من الأمريكيين ذوي الأصول الآسيوية.
بلغ عدد الأسر 19 أسرة كانت نسبة 26.3% منها لديها أطفال تحت سن الثامنة عشر تعيش معهم، وبلغت نسبة الأزواج القاطنين مع بعضهم البعض 63.2% من أصل المجموع الكلي للأسر، ونسبة 10.5% من الأسر كان لديها معيلات من الإناث دون وجود شريك، بينما كانت نسبة 5.3% من الأسر لديها معيلون من الذكور دون وجود شريكة وكانت نسبة 21.1% من غير العائلات. تألفت نسبة 21.1% من أصل جميع الأسر من أفراد ونسبة 5.3% كانوا يعيش معهم شخص وحيد يبلغ من العمر 65 عاماً فما فوق. وبلغ متوسط حجم الأسرة المعيشية 3.13، أما متوسط حجم العائلات فبلغ 2.68.
بلغ العمر الوسطي للسكان 48.2 عاماً. وكانت نسبة 23.5% من القاطنين تحت سن الثامنة عشر، وكانت نسبة 7.9% بين الثامنة عشر والأربعة وعشرون عاماً، ونسبة 17.7% كانت واقعةً في الفئة العمرية ما بين الخامسة والعشرون حتى والأربعة وأربعون عاماً، ونسبة 39.2% كانت ما بين الخامسة والأربعون حتى الرابعة والستون، ونسبة 11.8% كانت ضمن فئة الخامسة والستون عاماً فما فوق. وتوزع التركيب الجنسي للسكان بنسبة 58.8% ذكور و41.2% إناث.

## وصلات خارجية
- The US50 - Cities and Towns in South Dakota State
- South Dakota Cities and Towns, Facts, Map, Flag, Colleges, Government, and More